# Autobusna linija br. 112 u Zagrebu
Linija 112 (Savski most – Lučko) prigradska je autobusna linija ZET-a u Zagrebu. Povezuje Lučko i Blato sa Savskim mostom gdje se ostvaruje presjedanje na tramvaj. Linija je također jedina direktna veza Savskog mosta s Arenom Zagreb.

## Trasa
Prometuje na trasi: Savski most – Jadranski most – Jadranska avenija – Ulica Vice Vukova – Jaruščica – Karlovačka cesta – Puškarićeva ulica – Lučko

## Vanjske poveznice
- Vozni red linije 112